# Platysenta subaurea
Platysenta subaurea là một loài bướm đêm trong họ Noctuidae.